# J-pop
J-pop або джей-поп (часто стилізований як J-POP; яп. ジェイポップ) — узагальнювальний термін для класифікації японської популярної музики, скорочено від англ. «Japanese pop». Іноді термін вживають і для рок-музики Японії, але для неї в основному використовується інший термін J-Rock. Через це багато рок-виконавців (не важких напрямків) з Японії зараховують частину своєї творчості до J-pop.

## Історія

### 1920–1960-ті роки

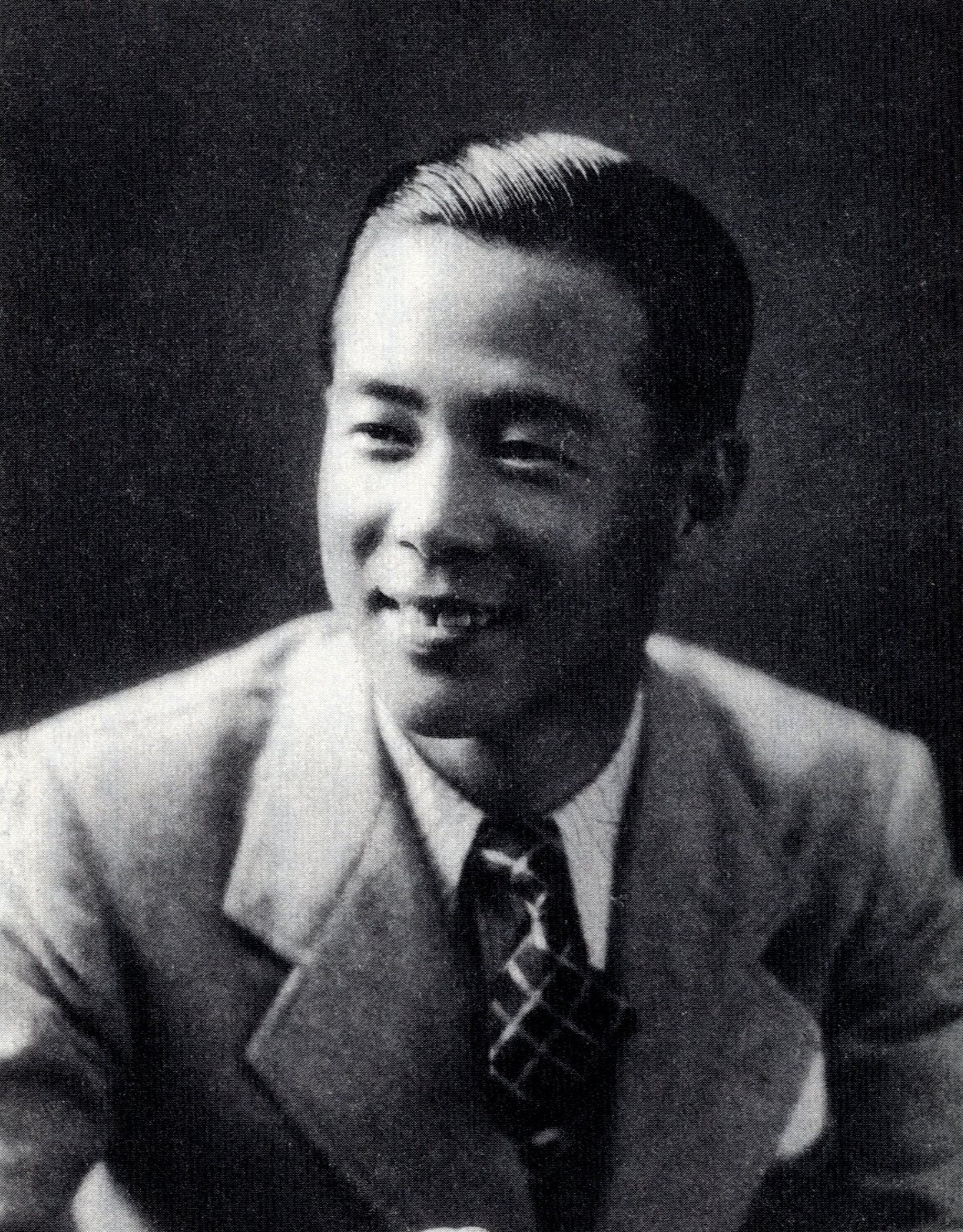
Ічіро Фудзіяма — відомий співак руюкори

У період Тайсе першим популярним жанром музики була руюкора (перед тим як розділитися на енку та поппусу). У цей час західні до Японії періоду Мейдзі були завезені західномузичні стилі та інструменти, що стали швидко популярними. Під впливом західних жанрів, таких як джаз і блюз, у ryūkōka стави використовувати такі інструменти як скрипка, губна гармошка і гітара. Однак пісні були написані з використанням традиційної японської пентатоніки. У 1930-х роки Ічіро Фудзіяма за допомогою мікрофона записав перші популярні пісні.
Також помітну роль у музичній культурі зіграв Хатторі Реїті. Він написав декілька пісень, що спричинили післявоєнний джазовий бум. Одна з його ранніх пісень «Прощальний блюз» (яп. 別れのブルース, 1937) для Норіко Авая, яка пізніше утвердилась популярною співачкою та королевою блюзу в Японії, була хітом Через тиск імперської армії джаз занепав. Хатторі, який до кінця війни залишився в Шанхаї, написав хітові пісні для Сідзуко Касагі (Tokyo Boogie-Woogie), Ічіро Фудзіяма (Aoi Sanmyaku). Згодом його стали називати «батьком японського поппусу». У часи американської окупації, японська культура збагатилася західними музичними стилями, переважно за допомогою радіо Far East Network, де звучал пісні жанрів бугі-вугі, мамба, блюз, кантрі. Популярність західної музики збільшувалась, а на пісні почали виконувалися кавери: «Tennessee Waltz» у виконанні Чіемі  Ері, «Omatsuri Mambo» — Хібарі Місора, «Till I Waltz Again with You» — Ідзумі Юкімура. Японію стали відвідувати відомі американські музиканти і гурти, включаючи JATP і Луї Армстронг. У середині 1950-х років найпопулярнішою джазовою піснею була «Jazz Kissa». Джаз справив великий вплив на японську поп-культуру, хоча традиційний джаз так і не став основним жанром музики в Японії. У кінці 1950-х і на початку 1960-х років популярними жанрами стали кайо і енка.
Також вважають, що на різноманітність жанрів сучасного J-pop вплинули китайські іммігранти, що тікали зі Шанхая в часи комуністичної влади та співпрацювали з американськими окупантами. У 1949 році, після створення Китайської Народної Республіки, комуністи спочатку засудили поп-музику (китайську, відому як Mandopop; та західну) як декадентську музику та упродовж десятиліть пропангували китайські революційні пісні. Незадоволені цією політикою, деякі музиканти утекли до британських колоній та на Гонконг. Також, декілька музикантів вирушили до Японії, де стали членами Far East Network і співпрацювали з американськими солдатами для поширення західних жанрів музики. У кінцевому результаті це призвело до створення сучасної японської попмузики, знаної як kayōkyoku.

## Відомі виконавці

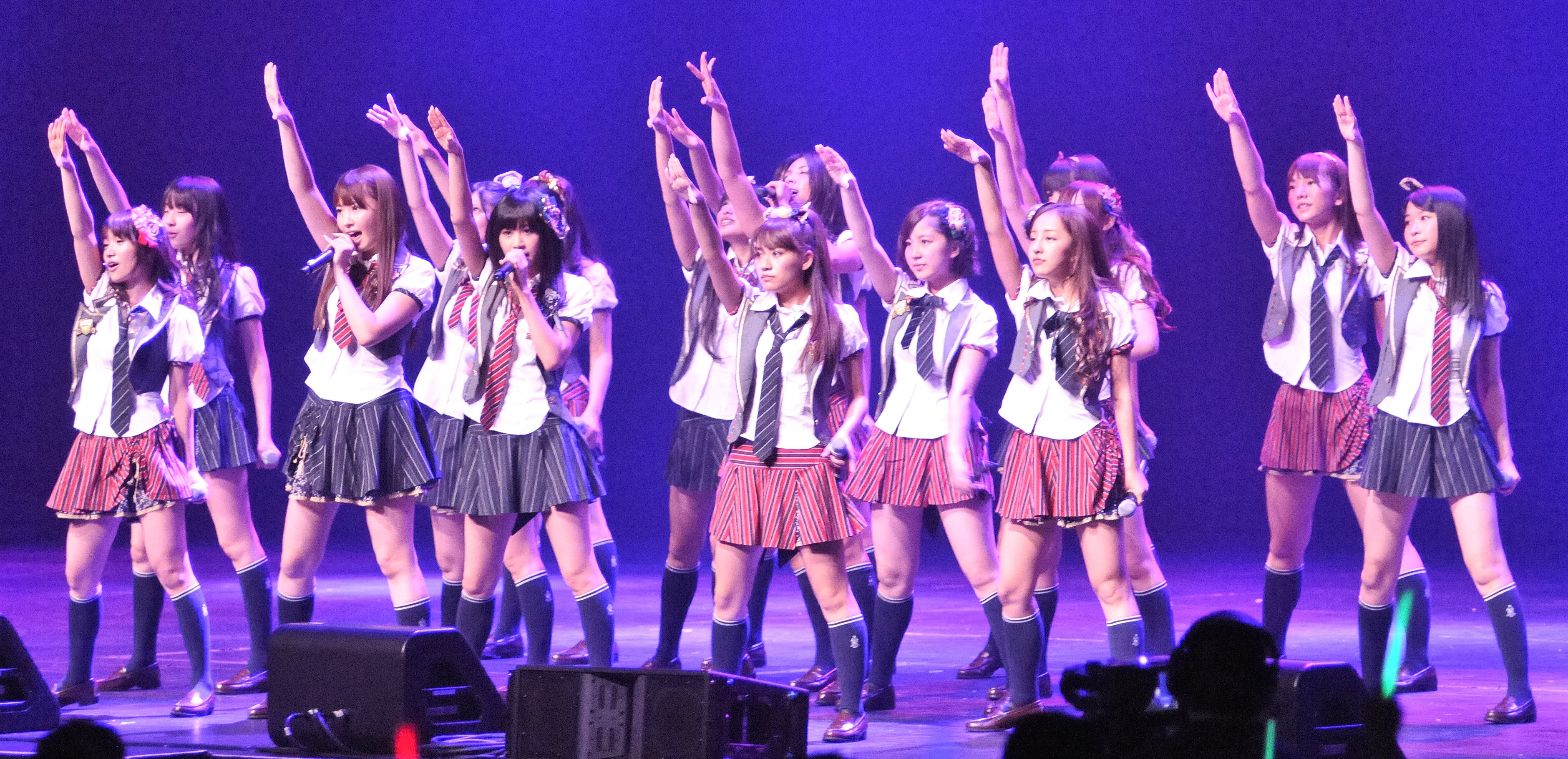
AKB48

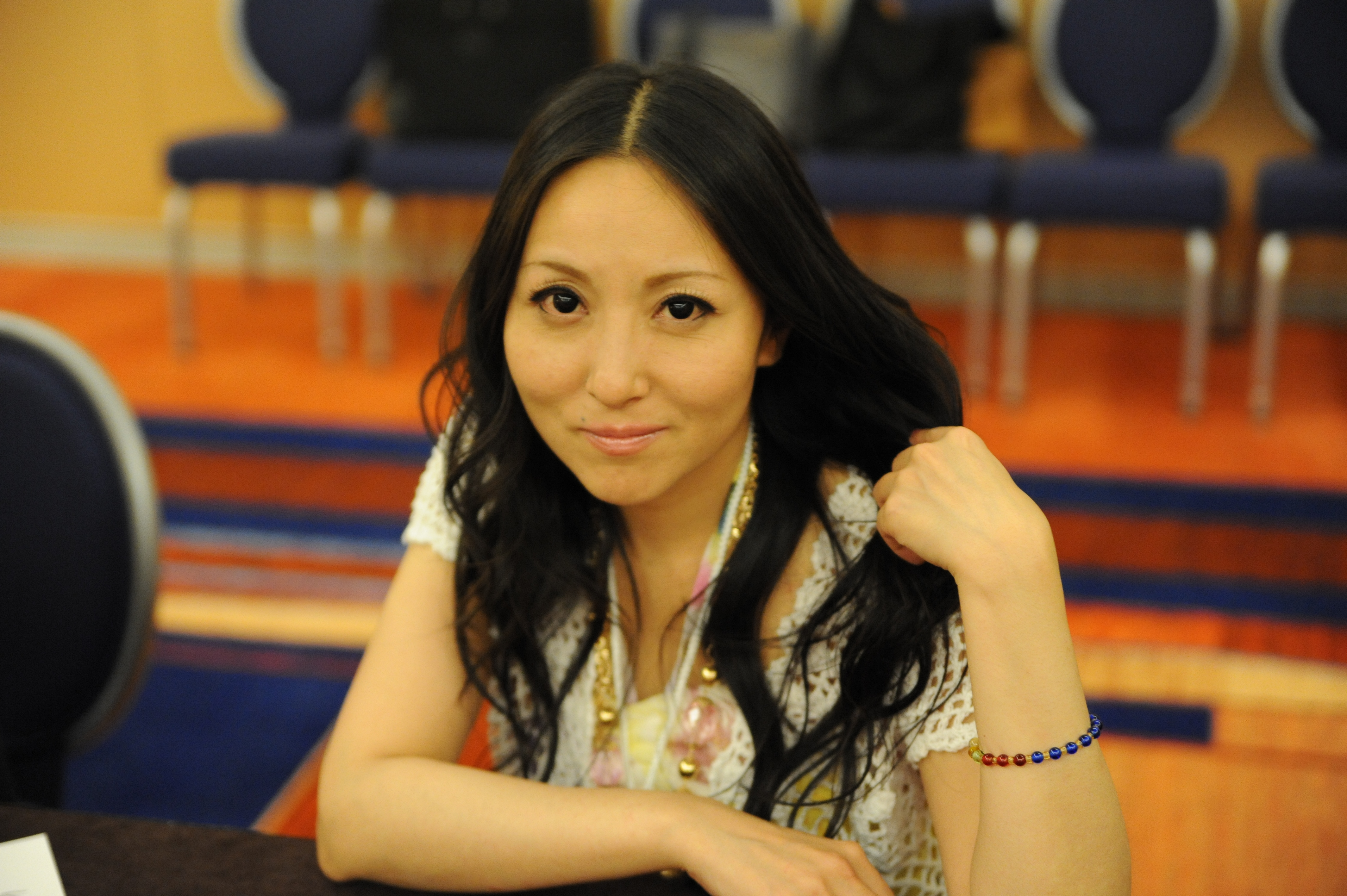
Mell

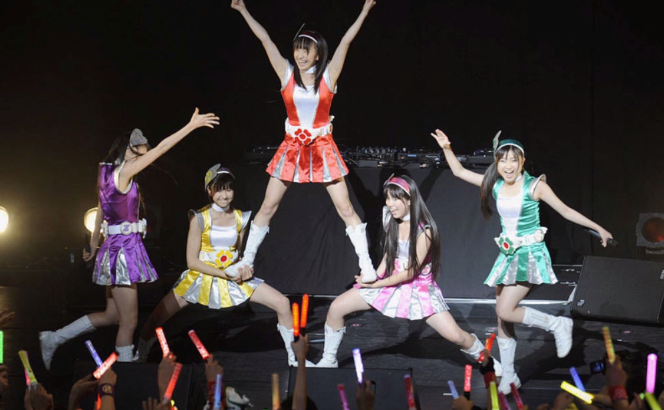
Momoiro Clover Z

- AKB48
- MELL
- Candies
- Momoiro Clover Z[11]
- IZ*ONE
  - AKB48
  - Momoiro Clover Z

## Галерея

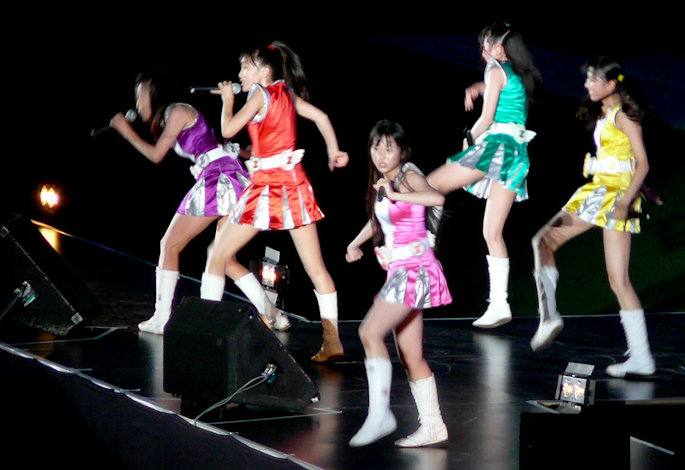
Momoiro Clover Z
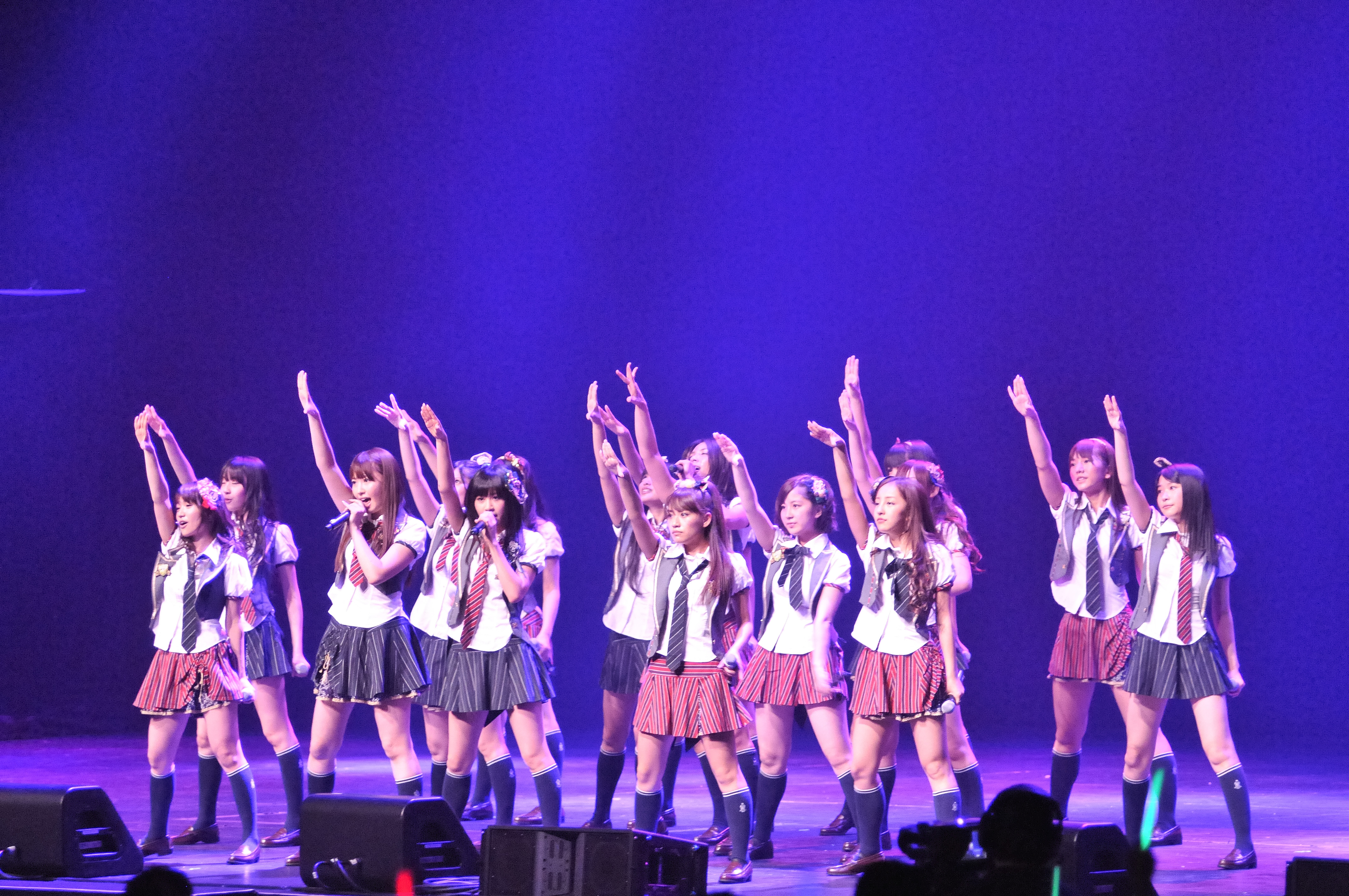
AKB48
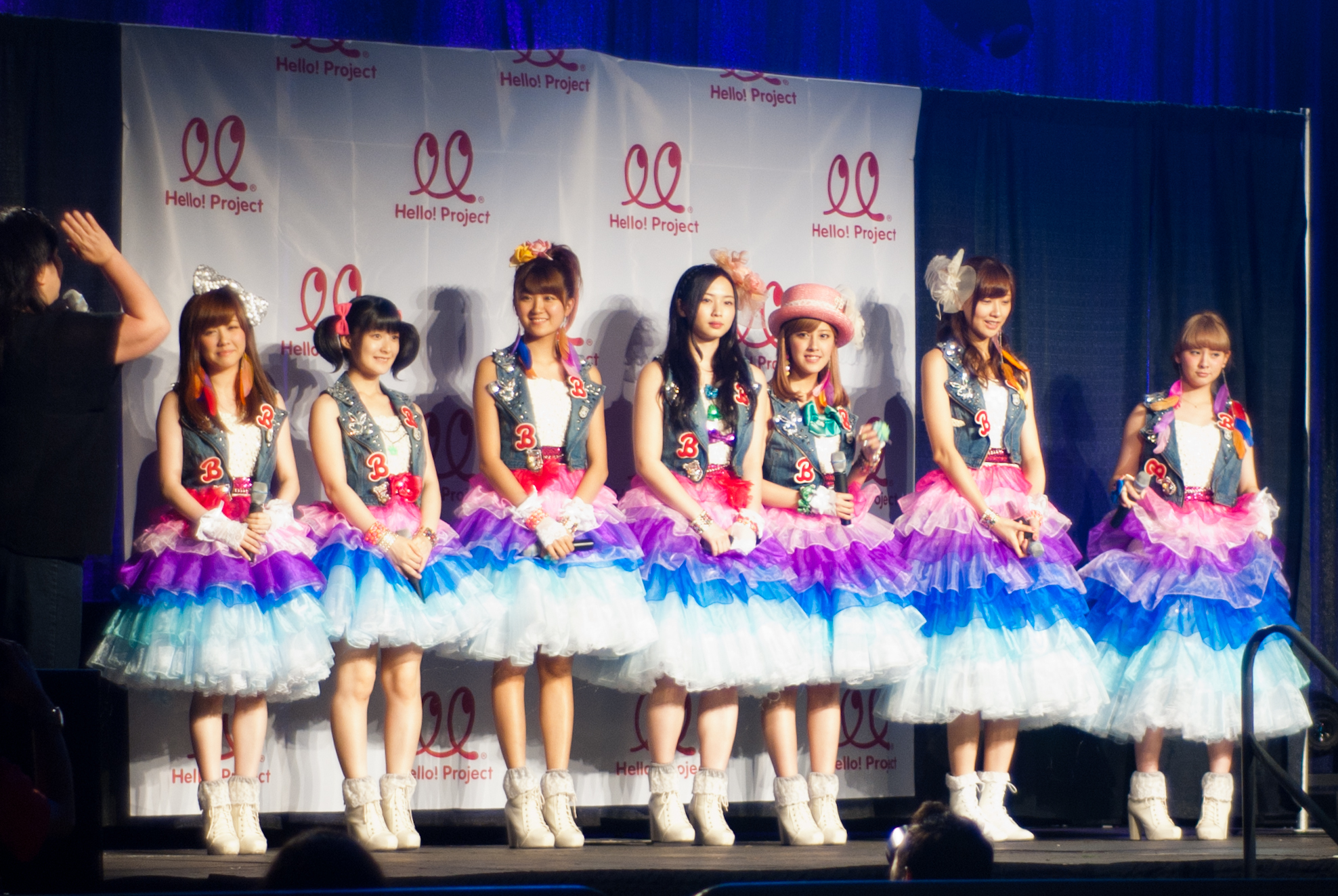
Berryz Kobo
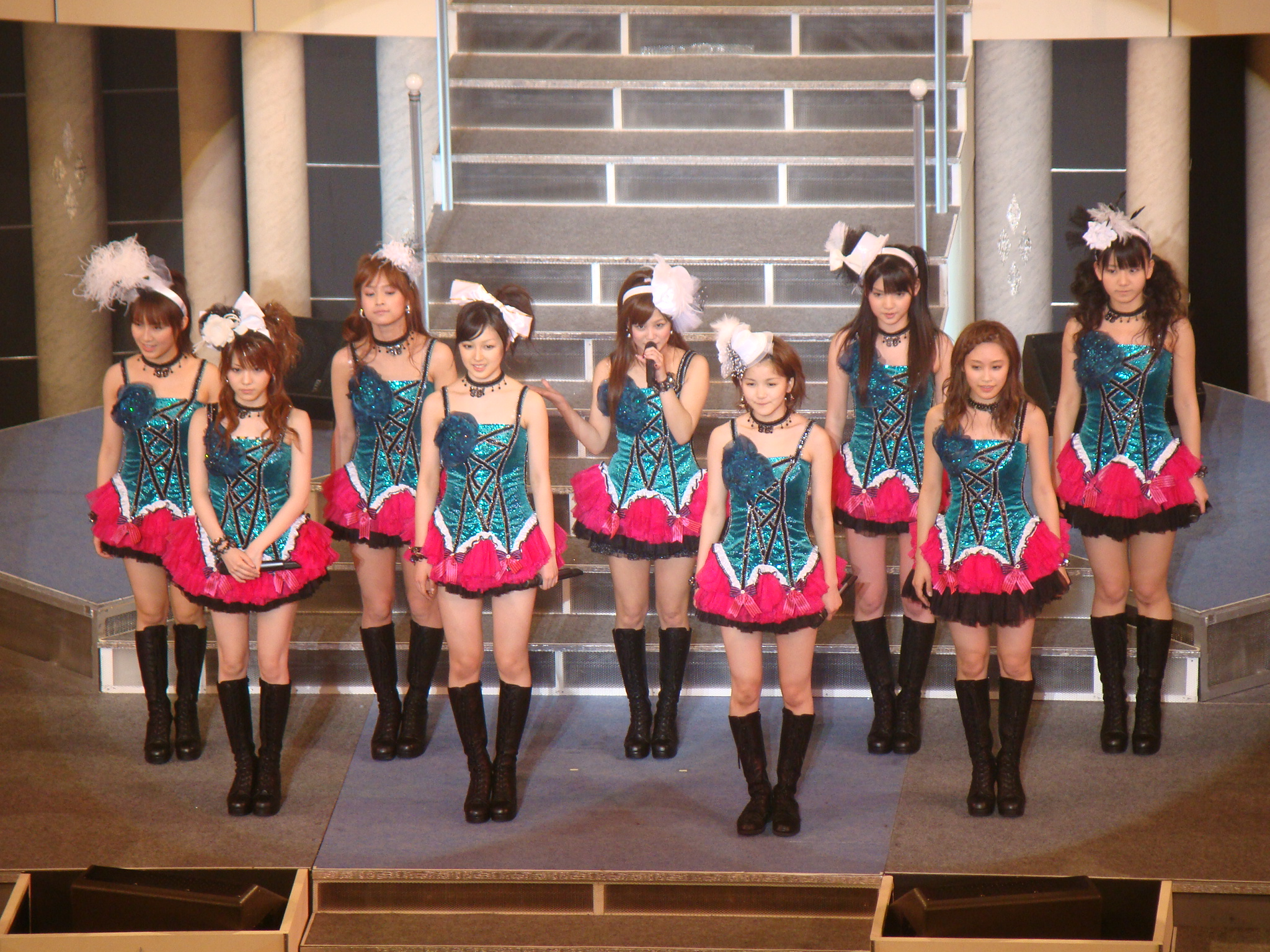
Morning Musume